# Eduardo Di Capua
Eduardo Di Capua (ur. 12 maja 1865 w Neapolu, Włochy, zm. 3 października 1917 tamże) – włoski kompozytor i współkompozytor pieśni neapolitańskich, w tym „’O sole mio” (1898; wspólnie z Alfredo Mazzucchim). 

## Życiorys

### Wczesne lata
Pierwszym, który wprowadził Eduardo Di Capuę w świat muzyki, był jego ojciec Giovanni, ceniony skrzypek, występujący w różnych miejscach w Neapolu oraz za granicą. Był też kompozytorem. W Neapolu współpracował z Salvatore Di Giacomo pisząc w 1893 roku muzykę do piosenki „Carcioffolà” i z Giambattistą De Curtisem (piosenka „E giesummine ‘e Spagna” (z tego samego roku). To ojciec wysłał młodego Eduardo do różnych szkół, w tym do renomowanego Conservatorio di San Pietro a Majella w Neapolu, do którego uczęszczał jednak tylko miesięcy. W 1884 napisał swoją pierwszą piosenkę, „Lo campaniello de la parrocchia”.

### Sukces artystyczny
W 1898 Giovanni Capurro, tuż przed wyjazdem Di Capui na wycieczkę w Rosji, napisał mu strofy „’O sole mio”; Di Capua podczas pobytu w Odessie, w hotelu nad Morzem Czarnym napisał muzykę do utworu, który stał się, po jego powrocie, absolutnym arcydziełem włoskiej piosenki. Zyskał popularność na całym świecie: jego tekst przetłumaczono na języki: francuski, angielski, niemiecki, a nawet na szwedzki, melodię z kolei przerabiano na modłę tanga lub walca, stworzono też jej wersje instrumentalne (między innymi na fortepian, mandolinę, gitarę i orkiestrę. Do sławy utworu przyczynił się również fakt włączenia go do repertuaru znanych wykonawców, przede wszystkim Enrico Caruso.
Di Capua był zapalonym graczem, grającym bez powodzenia przez całe życie na loterii. Wskutek tego nie był w stanie zapewnić godnych warunków życia rodzinie, żonie Concettinie Coppoli i trojgu dzieciom.
Di Capua współpracował z najwybitniejszymi tekściarzami swoich czasów, między innymi Salvatore Di Giacomo („Carcioffolà”), Ferdinando Russo („Serenatella nera”) i Ernesto Murolo („Pusilleco”, „Pusì”), jednak autorem, z którym współpraca okazała się najbardziej owocna, był Vincenzo Russo, kowal z zawodu; to z nim Di Capua stworzył jedne ze swoich najpiękniejszych i najbardziej znanych piosenek: „'A serenata de rrose”, „Maria Marì”, „I' te vurria vasà”, „Torna maggio”, „Canzona bella”.
Choć Di Capua w późniejszych latach nadal pisał piosenki, jego kariera zakończyła się nieciekawie; pod koniec życia został dyrygentem lokalnej orkiestry i pianistą kinowym. Zmuszony do sprzedaży kilku kosztowności, by zapłacić za pobyt w szpitalu zmarł w biedzie, a wdowa po nim zmuszona była przez wiele lat żyć ze skromnej emerytury.
W 2004 roku pośmiertna reputacja Di Capui została nieco nadszarpnięta, gdy sędzia w Turynie orzekł, że Alfredo Mazzocchi ma prawo być wymieniony jako współautor „’O sole mio” i 18 innych piosenek Di Capui. Do tego czasu Mazzucchi było traktowany jako transkryber lub asystent, który siedział przy fortepianie, pomagając Di Capui w zapisywaniu muzyki. Według orzeczenia sędziego wkład Mazzucchiego do procesu twórczego był "nie do odróżnienia " od wkładu Di Capui, więc w nowych edycjach partytur musi on być wymieniany jako współautor znajdujących się w nich utworów.